# Runar Berg
Runar Berg (Den Haag, 7 oktober 1970) is een voormalig Noors betaald voetballer die speelde als middenvelder gedurende zijn carrière. Hij beëindigde zijn loopbaan in 2010 bij de Noorse club FK Bodø/Glimt na eerder onder meer voor Rosenborg BK en AC Venezia te hebben gespeeld. Hij werd geboren in Den Haag, toen zijn vader Harald Berg speelde voor FC Den Haag.

## Interlandcarrière
Onder leiding van bondscoach Egil "Drillo" Olsen maakte Berg zijn debuut voor het Noors voetbalelftal op 15 januari 1994 in het oefenduel tegen de Verenigde Staten (2-1) in Tempe, net als Geir Frigård (FK Bodø/Glimt). Hij viel in dat duel na 84 minuten in voor Kjetil Rekdal. Berg speelde in totaal vijf interlands voor zijn vaderland.

## Erelijst
Rosenborg BK
- Noors landskampioen

1990, 1997, 1998, 1999
- Noorse beker

1990, 1999
 FK Bodø/Glimt
- Noorse beker

1993